# Atriplex billardieri
Atriplex billardieri är en amarantväxtart som först beskrevs av Horace Bénédict Alfred Moquin-Tandon, och fick sitt nu gällande namn av Joseph Dalton Hooker. Atriplex billardieri ingår i släktet fetmållor, och familjen amarantväxter. Inga underarter finns listade i Catalogue of Life.